# Dyskografia Katarzyny Nosowskiej
Dyskografia Katarzyny Nosowskiej – dyskografia polskiej piosenkarki rockowej, autorki tekstów i kompozytorki Katarzyny Nosowskiej, występującej jako Nosowska. Lista obejmuje 9 albumów studyjnych, 2 albumy w ramach supergrup, 1 kompilację, 3 box sety, 69 singli, 60 teledysków (w tym 4 występy gościnne w teledyskach innych wykonawców) oraz 90 utworów jako gość na innych albumach. Artykuł zawiera informacje o datach premiery, wytwórniach muzycznych, nośnikach, pozycjach na listach przebojów, sprzedaży i certyfikatach Związku Producentów Audio-Video. Ponadto znalazła się w nim lista utworów nie wydanych na singlach, ale notowanych na listach przebojów.

## Albumy

### Albumy studyjne
| Rok                                                     | Tytuł                              | Informacje wydawnicze | Najwyższe pozycje na listach sprzedaży | Najwyższe pozycje na listach sprzedaży | Najwyższe pozycje na listach sprzedaży | Najwyższe pozycje na listach sprzedaży | Liczba sprzedanych egzemplarzy | Certyfikat ZPAV    |
| Rok                                                     | Tytuł                              | Informacje wydawnicze | OLiS                                   | OLiS fiz.                              | OLiS str.                              | OLiS win.                              | Liczba sprzedanych egzemplarzy | Certyfikat ZPAV    |
| ------------------------------------------------------- | ---------------------------------- | --- | -------------------------------------- | -------------------------------------- | -------------------------------------- | -------------------------------------- | ------------------------------ | ------------------ |
| 1996                                                    | puk.puk                            | - Data premiery: 16 września 1996 - Wytwórnie: Mercury - Nośniki: CD · kaseta · digital download · streaming · LP           | —                                      | —                                      | —                                      | 16                                     | 50 000                         | złota płyta        |
| 1998                                                    | Milena                             | - Data premiery: 8 marca 1998 - Wytwórnia: Mercury - Nośniki: CD · kaseta · digital download · streaming · 2×LP             | —                                      | —                                      | —                                      | 23                                     |                                |                    |
| 2000                                                    | Sushi                              | - Data premiery: 15 maja 2000 - Wytwórnie: Mercury · Universal - Nośniki: CD · kaseta · digital download · streaming · 2×LP | —                                      | —                                      | —                                      | —                                      |                                |                    |
| 2007                                                    | UniSexBlues                        | - Data premiery: 28 maja 2007 - Wytwórnia: QL - Nośniki: CD · digital download · streaming · 2×LP                           | 1                                      | 15                                     | —                                      | 3                                      | 15 000                         | złota płyta        |
| 2008                                                    | Osiecka                            | - Data premiery: 28 listopada 2008 - Wytwórnia: QL - Nośniki: CD · CD+DVD · digital download · streaming · LP               | 1                                      | 13                                     | —                                      | 1                                      | 60 000                         | 2× platynowa płyta |
| 2011                                                    | 8                                  | - Data premiery: 23 września 2011 - Wytwórnia: Supersam - Nośniki: CD · digital download · streaming                        | 1                                      | —                                      | —                                      | —                                      | 30 000                         | platynowa płyta    |
| 2018                                                    | Basta                              | - Data premiery: 12 października 2018 - Wytwórnia: Kayax - Nośniki: CD · LP · digital download · streaming                  | 1                                      | —                                      | —                                      | 6                                      | 30 000                         | platynowa płyta    |
| 2023                                                    | Degrengolada                       | - Data premiery: 19 maja 2023 - Wytwórnia: Kayax - Nośniki: CD · LP · digital download · streaming                          | 3                                      | 3                                      | 23                                     | 5                                      |                                |                    |
| 2024                                                    | Kasia i Błażej (z Błażejem Królem) | - Data premiery: 20 września 2024 - Wytwórnia: Kayax - Nośniki: CD · LP · digital download · streaming                      | 2                                      | 2                                      | 27                                     | 1                                      |                                |                    |
| „—” oznacza, że album nie był notowany na danej liście. |                                    | |                                        |                                        |                                        |                                        |                                |                    |

### Albumy w ramach supergrup
| Rok                                                     | Tytuł | Informacje wydawnicze | Najwyższe pozycje na listach sprzedaży | Najwyższe pozycje na listach sprzedaży | Najwyższe pozycje na listach sprzedaży | Liczba sprzedanych egzemplarzy | Certyfikat ZPAV    |
| Rok                                                     | Tytuł | Informacje wydawnicze | OLiS                                   | OLiS str.                              | OLiS win.                              | Liczba sprzedanych egzemplarzy | Certyfikat ZPAV    |
| ------------------------------------------------------- | --- | --- | -------------------------------------- | -------------------------------------- | -------------------------------------- | ------------------------------ | ------------------ |
| 2001                                                    | Yugoton (Yugoton: Kazik Staszewski, Nosowska, Ryszard „Tymon” Tymański, Paweł Kukiz, Olaf Deriglasoff i Grzegorz Nawrocki) | - Data premiery: 5 marca 2001 - Wytwórnia: Zic Zac - Nośniki: CD · kaseta · digital download · streaming · LP                   | 1                                      | —                                      | 3                                      | 50 000                         | złota płyta        |
| 2019                                                    | Męskie Granie 2019 (Męskie Granie Orkiestra 2019: Nosowska, Igo, Organek i Krzysztof Zalewski)                             | - Data premiery: 15 listopada 2019 - Wytwórnia: Agencja Muzyczna Polskiego Radia - Nośniki: 2×CD · digital download · streaming | 1                                      | 68                                     | —                                      | 60 000                         | 2× platynowa płyta |
| „—” oznacza, że album nie był notowany na danej liście. | | |                                        |                                        |                                        |                                |                    |

### Kompilacje
| Rok  | Tytuł                                                    | Informacje wydawnicze                                            | Najwyższe pozycje na listach sprzedaży | Liczba sprzedanych egzemplarzy | Certyfikat ZPAV |
| Rok  | Tytuł                                                    | Informacje wydawnicze                                            | OLiS                                   | Liczba sprzedanych egzemplarzy | Certyfikat ZPAV |
| ---- | -------------------------------------------------------- | ---------------------------------------------------------------- | -------------------------------------- | ------------------------------ | --------------- |
| 2019 | Poeci polskiej piosenki: Jeśli wiesz co chcę powiedzieć… | - Data premiery: 22 marca 2019 - Wytwórnia: Magic - Nośnik: 2×CD | 1                                      | 15 000                         | złota płyta     |

## Box sety
| Rok  | Tytuł                                    | Informacje wydawnicze                                                  | Zawartość                  |
| ---- | ---------------------------------------- | ---------------------------------------------------------------------- | -------------------------- |
| 2006 | Milena / Sushi                           | - Data premiery: 2006 - Wytwórnia: Universal - Nośnik: 2×CD            | - Milena - Sushi           |
| 2016 | Kolekcja polskiej muzyki: Kasia Nosowska | - Data premiery: 2 września 2016 - Wytwórnia: Universal - Nośnik: 3×CD | - puk.puk - Milena - Sushi |
| 2016 | Kolekcja polskiej muzyki: Kasia Nosowska | - Data premiery: 2 września 2016 - Wytwórnia: Universal - Nośnik: 2×CD | - Osiecka - UniSexBlues    |

## Single

### Jako główny wykonawca
| Rok | Tytuł                                                           | Najwyższe pozycje na listach przebojów | Najwyższe pozycje na listach przebojów | Najwyższe pozycje na listach przebojów | Najwyższe pozycje na listach przebojów | Najwyższe pozycje na listach przebojów | Najwyższe pozycje na listach przebojów | Album                   |
| Rok | Tytuł                                                           | OLiS str.                              | LP3                                    | 30 ton                                 | 357                                    | SLiP                                   | SPO                                    | Album                   |
| --- | --------------------------------------------------------------- | -------------------------------------- | -------------------------------------- | -------------------------------------- | -------------------------------------- | -------------------------------------- | -------------------------------------- | ----------------------- |
| 1996 | „Jeśli wiesz co chcę powiedzieć…”                               | —                                      | 2                                      | 10                                     | X                                      | 1                                      | —                                      | puk.puk                 |
| 1996 | „O nas”                                                         | —                                      | 33                                     | 16                                     | X                                      | 4                                      | —                                      | puk.puk                 |
| 1997 | „Nim stanie się tak, jak gdyby nigdy nic nie było” (z Voo Voo)  | —                                      | 3                                      | 11                                     | X                                      | 6                                      | —                                      | Flota zjednoczonych sił |
| 1998 | „Zoil” (z Kazikiem)                                             | —                                      | 3                                      | 9                                      | X                                      | —                                      | —                                      | Milena                  |
| 1998 | „Gdy rozum śpi”                                                 | —                                      | 24                                     | 26                                     | X                                      | 7                                      | —                                      | Milena                  |
| 1998 | „Milena”                                                        | —                                      | —                                      | —                                      | X                                      | 3                                      | —                                      | Milena                  |
| 2000 | „Keskese”                                                       | —                                      | 23                                     | 15                                     | X                                      | 5                                      | —                                      | Sushi                   |
| 2000 | „Electrified”                                                   | —                                      | 13                                     | 31                                     | X                                      | 27                                     | —                                      | Sushi                   |
| 2000 | „Tfu”                                                           | —                                      | 8                                      | —                                      | X                                      | 14                                     | —                                      | Sushi                   |
| 2003 | „Zielono mi”                                                    | —                                      | 9                                      | —                                      | X                                      | 26                                     | —                                      | Ladies                  |
| 2005 | „Prosta rzecz” (z Arturem Rojkiem i Krzysztofem Grabowskim)     | —                                      | 15                                     | —                                      | X                                      | 24                                     | —                                      | —                       |
| 2007 | „Era retuszera”                                                 | —                                      | 3                                      | X                                      | X                                      | 7                                      | —                                      | UniSexBlues             |
| 2007 | „Nerwy i wiktoriańscy lekarze”                                  | —                                      | 8                                      | X                                      | X                                      | 13                                     | —                                      | UniSexBlues             |
| 2007 | „Karatetyka”                                                    | —                                      | 7                                      | X                                      | X                                      | 12                                     | —                                      | UniSexBlues             |
| 2008 | „Kto tam u ciebie jest?”                                        | —                                      | 5                                      | X                                      | X                                      | 1                                      | —                                      | Osiecka                 |
| 2011 | „Nomada”                                                        | —                                      | 8                                      | X                                      | X                                      | 3                                      | —                                      | 8                       |
| 2011 | „O lesie”                                                       | —                                      | 16                                     | X                                      | X                                      | 2                                      | —                                      | 8                       |
| 2012 | „Kto?”                                                          | —                                      | 3                                      | X                                      | X                                      | 32                                     | —                                      | 8                       |
| 2012 | „Ognia!” (z Markiem Dyjakiem)                                   | —                                      | 14                                     | X                                      | X                                      | —                                      | —                                      | Męskie Granie 2012      |
| 2013 | „Jutro jest dziś” (z O.S.T.R.-em)                               | —                                      | 9                                      | X                                      | X                                      | —                                      | —                                      | Męskie Granie 2013      |
| 2015 | „Sypnij ziarnem szczerych słów”                                 | —                                      | 11                                     | X                                      | X                                      | —                                      | —                                      | —                       |
| 2018 | „Ja pas!”                                                       | —                                      | 2                                      | X                                      | X                                      | 32                                     | 181                                    | Basta                   |
| 2018 | „Jeśli wiesz co chcę powiedzieć…” (Zamilska remix) (z Zamilską) | —                                      | —                                      | X                                      | X                                      | —                                      | —                                      | —                       |
| 2018 | „Nagasaki”                                                      | —                                      | 10                                     | X                                      | X                                      | —                                      | 135                                    | Basta                   |
| 2018 | „Brawa dla Państwa”                                             | —                                      | 10                                     | X                                      | X                                      | —                                      | 94                                     | Basta                   |
| 2018 | „Coraz bliżej święta”                                           | —                                      | —                                      | X                                      | X                                      | 32                                     | 200                                    | —                       |
| 2019 | „Joystick” (gościnnie: Miuosh)                                  | —                                      | —                                      | X                                      | X                                      | —                                      | —                                      | Basta (reedycja)        |
| 2019 | „Wieje”                                                         | —                                      | 21                                     | X                                      | X                                      | —                                      | —                                      | Janerka na basy i głosy |
| 2019 | „Jeśli wiesz co chcę powiedzieć…” (na żywo)                     | —                                      | 23                                     | X                                      | X                                      | —                                      | —                                      | —                       |
| 2020 | „#Hot16challenge2”                                              | —                                      | X                                      | X                                      | X                                      | —                                      | —                                      | —                       |
| 2022 | „Wystarczy”                                                     | —                                      | X                                      | X                                      | —                                      | —                                      | —                                      | —                       |
| 2022 | „Boso”                                                          | —                                      | X                                      | X                                      | 8                                      | —                                      | —                                      | Kayax XX Rework         |
| 2022 | „Larum”                                                         | —                                      | X                                      | X                                      | 4                                      | —                                      | —                                      | Degrengolada            |
| 2023 | „Majak” (gościnnie: Natalia Szroeder)                           | —                                      | X                                      | X                                      | 24                                     | —                                      | —                                      | Degrengolada            |
| 2023 | „Przytomna”                                                     | —                                      | X                                      | X                                      | 3                                      | —                                      | —                                      | Degrengolada            |
| 2023 | „Runo”                                                          | —                                      | X                                      | X                                      | 16                                     | —                                      | —                                      | Degrengolada            |
| 2023 | „Piękna degrengolada”                                           | —                                      | X                                      | X                                      | —                                      | —                                      | —                                      | Degrengolada            |
| 2023 | „Neodym” (gościnnie: Błażej Król)                               | —                                      | X                                      | X                                      | 35                                     | —                                      | —                                      | Degrengolada            |
| 2023 | „Miałem już nie tańczyć” (na żywo) (z Błażejem Królem)          | —                                      | X                                      | X                                      | —                                      | —                                      | —                                      | Męskie Granie 2023      |
| 2024 | „Tylko to co chcę”                                              | —                                      | —                                      | X                                      | —                                      | —                                      | —                                      | —                       |
| 2024 | „Można” (z Błażejem Królem)                                     | —                                      | 1                                      | X                                      | 1                                      | 21                                     | —                                      | Kasia i Błażej          |
| 2024 | „Wanna” (z Błażejem Królem)                                     | —                                      | 9                                      | X                                      | 3                                      | —                                      | —                                      | Kasia i Błażej          |
| 2024 | „Błyszcz” (z Błażejem Królem)                                   | —                                      | 14                                     | X                                      | —                                      | —                                      | —                                      | Kasia i Błażej          |
| 2024 | „Dom” (z Błażejem Królem)                                       | —                                      | —                                      | X                                      | —                                      | —                                      | —                                      | Kasia i Błażej          |
| 2025 | „Ofelia” (z sanah)                                              | 78                                     | —                                      | X                                      | —                                      | —                                      | 129                                    | Dwoje ludzieńków        |
| „—” oznacza, że singel nie był notowany na danej liście. „X” oznacza, że lista przebojów nie istniała w danym okresie. |                                                                 |                                        |                                        |                                        |                                        |                                        |                                        |                         |

### Jako część supergrup
| Rok | Tytuł                                                                                            | Najwyższe pozycje na listach przebojów | Najwyższe pozycje na listach przebojów | Najwyższe pozycje na listach przebojów | Najwyższe pozycje na listach przebojów | Najwyższe pozycje na listach przebojów | Najwyższe pozycje na listach przebojów | Najwyższe pozycje na listach przebojów | Najwyższe pozycje na listach przebojów | Certyfikat ZPAV | Album              |
| Rok | Tytuł                                                                                            | OLiA                                   | LP3                                    | 30 ton                                 | RMF FM                                 | ZET                                    | 357                                    | SLiP                                   | SPO                                    | Certyfikat ZPAV | Album              |
| --- | ------------------------------------------------------------------------------------------------ | -------------------------------------- | -------------------------------------- | -------------------------------------- | -------------------------------------- | -------------------------------------- | -------------------------------------- | -------------------------------------- | -------------------------------------- | --------------- | ------------------ |
| 2001 | „Rzadko widuję cię z dziewczętami” (Yugoton: Nosowska i Paweł Kukiz)                             | —                                      | 1                                      | 4                                      | X                                      | X                                      | X                                      | 10                                     | —                                      |                 | Yugoton            |
| 2019 | „Sobie i Wam” (Męskie Granie Orkiestra 2019: Nosowska, Igo, Tomasz Organek i Krzysztof Zalewski) | 2                                      | 1                                      | X                                      | 1                                      | 7                                      | X                                      | 1                                      | 6                                      | platynowa płyta | Męskie Granie 2019 |
| 2020 | „Sing-Sing” (na żywo) (Męskie Granie Orkiestra 2019: Nosowska, Igo i Krzysztof Zalewski)         | —                                      | —                                      | X                                      | —                                      | —                                      | X                                      | —                                      | —                                      |                 | Męskie Granie 2019 |
| 2024 | „Moja i twoja nadzieja” (#RazemDlaWas)                                                           | 68                                     | 7                                      | X                                      | —                                      | —                                      | 2                                      | —                                      | —                                      |                 | —                  |
| „—” oznacza, że singel nie był notowany na danej liście. „X” oznacza, że lista przebojów nie istniała w danym okresie. |                                                                                                  |                                        |                                        |                                        |                                        |                                        |                                        |                                        |                                        |                 |                    |

### Jako gość
| Rok | Tytuł | Najwyższe pozycje na listach przebojów | Najwyższe pozycje na listach przebojów | Najwyższe pozycje na listach przebojów | Najwyższe pozycje na listach przebojów | Najwyższe pozycje na listach przebojów | Certyfikat ZPAV | Album                            |
| Rok | Tytuł | LP3                                    | 30 ton                                 | 357                                    | SLiP                                   | SPO                                    | Certyfikat ZPAV | Album                            |
| --- | --- | -------------------------------------- | -------------------------------------- | -------------------------------------- | -------------------------------------- | -------------------------------------- | --------------- | -------------------------------- |
| 1998 | „Wzgórze” (Voo Voo, gościnnie: Nosowska) | —                                      | —                                      | X                                      | —                                      | —                                      |                 | Voo Voo                          |
| 1998 | „A nas to” (Patrycja Kosiarkiewicz, gościnnie: Nosowska)                                                                                            | —                                      | —                                      | X                                      | 45                                     | —                                      |                 | Kim więc jestem                  |
| 2000 | „Radość najpiękniejszych lat” (na żywo) (Natalia Kukulska i goście)„Wielka dama tańczy sama” (na żywo)                                              | — 21                                   | 13 —                                   | X                                      | —                                      | —                                      |                 | Tyle słońca…                     |
| 2003 | „Kochana” (Renata Przemyk, gościnnie: Nosowska) | 1                                      | 11                                     | X                                      | —                                      | —                                      |                 | The Best Of                      |
| 2006 | „Nothing Is Forever” (Silver Rocket, gościnnie: Ania Dąbrowska, Karolina Kozak, Nosowska i Marsija)                                                 | —                                      | —                                      | X                                      | —                                      | —                                      |                 | Unhappy Songs                    |
| 2007 | „Piosenka kobieca” (Wojciech Waglewski, gościnnie: Nosowska)                                                                                        | —                                      | X                                      | X                                      | —                                      | —                                      |                 | Jasne błękitne okna              |
| 2007 | „Król” (Zespół Reprezentacyjny, gościnnie: Nosowska, Muniek Staszczyk, Tomasz Lipiński, Adam Nowak, Wojciech Waglewski, Grabaż i Marcin Świetlicki) | 34                                     | X                                      | X                                      | —                                      | —                                      |                 | Kumple to grunt                  |
| 2015 | „Wojna” (Fisz Emade Tworzywo, gościnnie: Nosowska)                                                                                                  | 2                                      | X                                      | X                                      | —                                      | —                                      |                 | Mamut                            |
| 2017 | „Bezsenni” (Krzysztof Krawczyk, gościnnie: Nosowska)                                                                                                | 36                                     | X                                      | X                                      | 21                                     | 117                                    |                 | Duety                            |
| 2017 | „Tramwaje i gwiazdy” (Miuosh, gościnnie: Nosowska)                                                                                                  | 27                                     | X                                      | X                                      | 2                                      | —                                      | złota płyta     | POP.                             |
| 2017 | „Papadamy” (Paulina Przybysz, gościnnie: Nosowska)                                                                                                  | —                                      | X                                      | X                                      | —                                      | —                                      |                 | Chodź tu                         |
| 2020 | „Zadymka” (Voo Voo, gościnnie: Nosowska) | X                                      | X                                      | X                                      | —                                      | —                                      |                 | Anawa 2020                       |
| 2021 | „Klucze” (Miuosh, gościnnie: Nosowska) | X                                      | X                                      | —                                      | —                                      | —                                      |                 | —                                |
| 2022 | „Jaśniejąca” (Anieli, gościnnie: Nosowska) | X                                      | X                                      | 2                                      | 9                                      | —                                      |                 | Blask                            |
| 2022 | „Nie ma nas” (Tomasz Makowiecki, gościnnie: Nosowska)                                                                                               | X                                      | X                                      | 8                                      | —                                      | —                                      |                 | Bailando                         |
| 2022 | „Wielkie oczy” (Zakopower, gościnnie: Nosowska) | X                                      | X                                      | 19                                     | —                                      | —                                      |                 | Widzialne / Niewidzialne         |
| 2024 | „Chodziliśmy nocami” (Dimon, gościnnie: Nosowska)                                                                                                   | 15                                     | X                                      | 35                                     | —                                      | —                                      |                 | Doskonale                        |
| 2024 | „Nowy Zielarz” (Emo, gościnnie: Nosowska) | —                                      | X                                      | —                                      | —                                      | —                                      |                 | Kleks i wynalazek Filipa Golarza |
| 2025 | „Biegać, skakać” (Emo, gościnnie: Nosowska) | —                                      | X                                      | —                                      | —                                      | —                                      |                 | Kleks i wynalazek Filipa Golarza |
| „—” oznacza, że singel nie był notowany na danej liście. „X” oznacza, że lista przebojów nie istniała w danym okresie. | |                                        |                                        |                                        |                                        |                                        |                 |                                  |

## Inne notowane lub certyfikowane utwory
| Rok | Tytuł                                                              | Najwyższe pozycje na listach przebojów | Najwyższe pozycje na listach przebojów | Najwyższe pozycje na listach przebojów | Najwyższe pozycje na listach przebojów | Certyfikat ZPAV | Album                               |
| Rok | Tytuł                                                              | LP3                                    | 357                                    | SLiP                                   | SPO                                    | Certyfikat ZPAV | Album                               |
| --- | ------------------------------------------------------------------ | -------------------------------------- | -------------------------------------- | -------------------------------------- | -------------------------------------- | --------------- | ----------------------------------- |
| 1994 | „Póki możesz, aż do końca” (Kobranocka, gościnnie: Nosowska)       | 26                                     | X                                      | —                                      | —                                      |                 | Niech popłyną łzy                   |
| 1995 | „Piesenka” (Piotr Banach, gościnnie: Nosowska i Grzegorz Porowski) | 12                                     | X                                      | 4                                      | —                                      |                 | —                                   |
| 1996 | „O papierkach”                                                     | 26                                     | X                                      | 11                                     | —                                      |                 | puk.puk                             |
| 1998 | „Nasz Truskawa”                                                    | 38                                     | X                                      | —                                      | —                                      |                 | Milena                              |
| 2001 | „The Iris Sleeps Under The Snow” (ze Smolikiem)                    | 36                                     | X                                      | 43                                     | —                                      |                 | …Only Your Bus Doesn’t Stop Here    |
| 2006 | „Piosenka dla Franka” (z Pogodno)                                  | —                                      | X                                      | 33                                     | —                                      |                 | Pocztówka do świętego Mikołaja 2006 |
| 2009 | „Uciekaj moje serce”                                               | 1                                      | X                                      | —                                      | —                                      |                 | Osiecka                             |
| 2009 | „Na całych jeziorach ty”                                           | —                                      | X                                      | 2                                      | —                                      |                 | Osiecka                             |
| 2014 | „Się ściemnia” (na żywo)                                           | 5                                      | X                                      | —                                      | —                                      |                 | Męskie Granie 2014                  |
| 2018 | „Się ściemnia” (na żywo) (Maanam, gościnnie: Nosowska)             | 7                                      | X                                      | —                                      | —                                      |                 | Maanam i goście                     |
| 2018 | „Goń”                                                              | —                                      | X                                      | —                                      | 171                                    |                 | Basta                               |
| 2018 | „King”                                                             | 22                                     | X                                      | —                                      | —                                      |                 | T.Cover                             |
| 2022 | „Awejniak” (Dawid Podsiadło, gościnnie: Nosowska)                  | X                                      | —                                      | —                                      | 22                                     | złota płyta     | Lata dwudzieste                     |
| 2023 | „Ledwie wczoraj”                                                   | X                                      | 3                                      | —                                      | —                                      |                 | Degrengolada                        |
| „—” oznacza, że utwór nie był notowany na danej liście. „X” oznacza, że lista przebojów nie istniała w danym okresie. |                                                                    |                                        |                                        |                                        |                                        |                 |                                     |

## Teledyski
| Rok  | Tytuł                                                                                               | Reżyseria                                | Źr.           |
| ---- | --------------------------------------------------------------------------------------------------- | ---------------------------------------- | ------------- |
| 1996 | „Jeśli wiesz co chcę powiedzieć…”                                                                   |                                          | [ 48 ]        |
| 1996 | „O nas”                                                                                             |                                          | [ 49 ]        |
| 1997 | „Nim stanie się tak, jak gdyby nigdy nic nie było” (z Voo Voo)                                      |                                          |               |
| 1998 | „Zoil” (z Kazikiem)                                                                                 | Michał Bryś                              | [ 50 ] [ 51 ] |
| 1998 | „Gdy rozum śpi”                                                                                     |                                          | [ 52 ]        |
| 1998 | „Milena”                                                                                            |                                          |               |
| 2000 | „Keskese”                                                                                           |                                          | [ 53 ]        |
| 2000 | „Tfu”                                                                                               |                                          |               |
| 2001 | „Rzadko widuję cię z dziewczętami” (Yugoton: Nosowska i Paweł Kukiz)                                | Filip Kovcin                             | [ 54 ]        |
| 2003 | „Kochana” (Renata Przemyk, gościnnie: Nosowska)                                                     | Maria Sadowska                           | [ 55 ]        |
| 2005 | „Prosta rzecz” (z Arturem Rojkiem i Krzysztofem Grabowskim)                                         | Piotr Rzepiński                          | [ 56 ]        |
| 2006 | „Nothing Is Forever” (Silver Rocket, gościnnie: Ania Dąbrowska, Karolina Kozak, Nosowska i Marsija) | Miquel Nieto                             | [ 57 ]        |
| 2007 | „Era retuszera”                                                                                     | Anna Maliszewska                         | [ 58 ]        |
| 2008 | „Kto tam u ciebie jest?”                                                                            | Grzegorz Lipiec                          | [ 59 ]        |
| 2009 | „Kokaina”                                                                                           | Grzegorz Lipiec                          | [ 60 ]        |
| 2011 | „Nomada”                                                                                            | Krzysztof Skonieczny                     | [ 61 ]        |
| 2011 | „O lesie”                                                                                           | Andrzej Załęski                          | [ 62 ]        |
| 2012 | „Rozszczep”                                                                                         | Oskar Kozłowski                          | [ 63 ]        |
| 2012 | „Ognia!” (z Markiem Dyjakiem)                                                                       | Marta Kacprzak                           | [ 64 ]        |
| 2013 | „Jutro jest dziś” (z O.S.T.R.-em; pierwszy teledysk)                                                | —                                        | [ 65 ]        |
| 2013 | „Jutro jest dziś” (z O.S.T.R.-em; drugi teledysk)                                                   | —                                        | [ 66 ]        |
| 2015 | „Sypnij ziarnem szczerych słów”                                                                     | Borys Lankosz                            | [ 67 ]        |
| 2015 | „Czemu wciąż jest czwartek” (Marcin Zabrocki, gościnnie: Nosowska)                                  | Mads Nygaard Hemmingsen                  | [ 68 ]        |
| 2016 | „Auto Pilot” (Tymon & The Transistors, gościnnie: Nosowska)                                         | Magdalena Załęcka                        | [ 69 ]        |
| 2017 | „Tramwaje i gwiazdy” (Miuosh, gościnnie: Nosowska)                                                  | Marta Kacprzak                           | [ 70 ]        |
| 2017 | „King”                                                                                              |                                          | [ 71 ]        |
| 2018 | „Ja pas!”                                                                                           | Jacek Kościuszko                         | [ 72 ]        |
| 2018 | „Jeśli wiesz co chcę powiedzieć…” (Zamilska remix) (z Zamilską)                                     | Jacek Kościuszko                         | [ 73 ]        |
| 2018 | „Papadamy” (Paulina Przybysz, gościnnie: Nosowska)                                                  | Ola Bodnaruś                             | [ 74 ]        |
| 2018 | „Nagasaki”                                                                                          | Jacek Kościuszko                         | [ 75 ]        |
| 2018 | „Coraz bliżej święta”                                                                               | Bartosz Prokopowicz                      | [ 76 ]        |
| 2019 | „Joystick” (gościnnie: Miuosh)                                                                      | Tomasz Kuczma, Bartosz Lis, Mikołaj Kula | [ 77 ]        |
| 2019 | „Sobie i Wam” (Męskie Granie Orkiestra 2019: Nosowska, Igo, Tomasz Organek i Krzysztof Zalewski)    | Alan Willmann                            | [ 78 ]        |
| 2019 | „Jeśli wiesz co chcę powiedzieć…” (na żywo)                                                         | Grzegorz Lipiec                          | [ 79 ]        |
| 2020 | „#Hot16challenge2”                                                                                  | —                                        | [ 80 ]        |
| 2020 | „Kto Ci to zrobił?”                                                                                 | Miłosz Konieczny                         | [ 81 ]        |
| 2021 | „Klucze” (Miuosh, gościnnie: Nosowska)                                                              | Ralph Kaminski                           | [ 82 ]        |
| 2021 | „Psy miłości” (Muchy, gościnnie: Nosowska i Paweł Krawczyk)                                         | Anita Trzyna, Kuba Lorenc                | [ 83 ]        |
| 2022 | „Jaśniejąca” (Anieli, gościnnie: Nosowska)                                                          | Anita Trzyna, Kuba Lorenc                | [ 84 ]        |
| 2022 | „Wystarczy”                                                                                         | Amon Schultz                             | [ 85 ]        |
| 2022 | „Boso”                                                                                              | Bartosz Mieloch                          | [ 86 ]        |
| 2022 | „Larum”                                                                                             | Bartosz Mieloch                          | [ 87 ]        |
| 2022 | „Wielkie oczy” (Zakopower, gościnnie: Nosowska)                                                     | Michał Chabelski                         | [ 88 ]        |
| 2022 | „Nie ma nas” (Tomasz Makowiecki, gościnnie: Nosowska)                                               | Michał Alex Piotrowski                   | [ 89 ]        |
| 2023 | „Majak” (gościnnie: Natalia Szroeder)                                                               | Igor Leśniewski                          | [ 90 ]        |
| 2023 | „Przytomna”                                                                                         | Jacek Kościuszko                         | [ 91 ]        |
| 2023 | „Runo”                                                                                              | Jacek Kościuszko                         | [ 92 ]        |
| 2023 | „Piękna degrengolada”                                                                               | Jacek Kościuszko                         | [ 93 ]        |
| 2024 | „Chodziliśmy nocami” (Dimon, gościnnie: Nosowska)                                                   | Aleksandra Górecka                       | [ 94 ]        |
| 2024 | „Tylko to co chcę”                                                                                  | Jacek Kościuszko                         | [ 95 ]        |
| 2024 | „Można” (z Błażejem Królem)                                                                         | Jacek Kościuszko                         | [ 96 ]        |
| 2024 | „Wanna” (z Błażejem Królem)                                                                         | Jacek Kościuszko                         | [ 97 ]        |
| 2024 | „Błyszcz” (z Błażejem Królem)                                                                       | Jacek Kościuszko                         | [ 98 ]        |
| 2024 | „Moja i twoja nadzieja” (#RazemDlaWas)                                                              | Armin Kurasz                             | [ 99 ]        |
| 2024 | „Dom” (z Błażejem Królem)                                                                           | Jacek Kościuszko                         | [ 100 ]       |
| 2025 | „Ofelia” (z sanah)                                                                                  | Alan Kępski                              | [ 101 ]       |

### Gościnne występy w teledyskach innych wykonawców
| Rok  | Tytuł        | Wykonawca          | Źr.     |
| ---- | ------------ | ------------------ | ------- |
| 2013 | „Sic!”       | Marek Dyjak        | [ 102 ] |
| 2013 | „Jaśniej”    | Krzysztof Zalewski | [ 103 ] |
| 2017 | „Nie czekaj” | Barbara Wrońska    | [ 104 ] |
| 2022 | „2015”       | Zakopower          | [ 105 ] |

## Występy gościnne

### Studyjne
| Rok  | Utwór                                              | Wykonawca | Wydawnictwo                         | Źr.             |
| ---- | -------------------------------------------------- | --- | ----------------------------------- | --------------- |
| 1993 | „Ku przyszłości”                                   | Dezerter, gościennie: Nosowska | Dezerter                            | [ 106 ]         |
| 1993 | „Dla zysku”                                        | Dezerter, gościennie: Nosowska | Dezerter                            | [ 106 ]         |
| 1993 | „Niewolnik”                                        | Dezerter, gościennie: Nosowska | Dezerter                            | [ 106 ]         |
| 1993 | „Jugosławia”                                       | Dezerter, gościennie: Nosowska | Dezerter                            | [ 106 ]         |
| 1995 | „Piesenka”                                         | Piotr Banach, gościnnie: Nosowska i Grzegorz Porowski | —                                   | [ 107 ] [ 108 ] |
| 1997 | „Nim stanie się tak, jak gdyby nigdy nic nie było” | Voo Voo i Nosowska | Flota zjednoczonych sił             | [ 109 ]         |
| 1998 | „A nas to”                                         | Patrycja Kosiarkiewicz, gościnnie: Nosowska | Kim więc jestem                     | [ 110 ]         |
| 1998 | „Wzgórze”                                          | Voo Voo, gościnnie: Nosowska | Oov Oov                             | [ 111 ]         |
| 2001 | „The Iris Sleeps Under The Snow”                   | Nosowska i Smolik | …Only Your Bus Doesn’t Stop Here    | [ 112 ]         |
| 2001 | „Hey”                                              | Przemysław Thiele, gościnnie: Nosowska | Monogatari                          | [ 113 ]         |
| 2001 | „Przywitanie”                                      | Michał Żebrowski, gościnnie: Nosowska | Lubię, kiedy kobieta                | [ 114 ]         |
| 2001 | „Mów do mnie jeszcze”                              | Michał Żebrowski, gościnnie: Nosowska | Lubię, kiedy kobieta                | [ 114 ]         |
| 2001 | „Między nami nic nie było”                         | Michał Żebrowski, gościnnie: Nosowska | Lubię, kiedy kobieta                | [ 114 ]         |
| 2001 | „Złe misie”                                        | Świetliki, gościnnie: Nosowska | Złe misie                           | [ 115 ]         |
| 2001 | „Kochanie”                                         | Świetliki, gościnnie: Nosowska | Złe misie                           | [ 115 ]         |
| 2001 | „Złe misie (cz. 2)”                                | Świetliki, gościnnie: Nosowska | Złe misie                           | [ 115 ]         |
| 2001 | „Taka jestem zakochana”                            | Nosowska | Muzyka łączy pokolenia…?! Część 1   | [ 116 ]         |
| 2002 | „Jazda” (wersja demo)                              | T.Love, gościnnie: Nosowska | „Moje pieniądze” (singel)           | [ 117 ]         |
| 2003 | „Siódemka”                                         | Nosowska i Mietall Waluś | Projekt SI 031                      | [ 118 ]         |
| 2003 | „Kochana”                                          | Renata Przemyk, gościnnie: Nosowska | The Best Of                         | [ 119 ]         |
| 2003 | „Zielono mi”                                       | Nosowska | Ladies                              | [ 120 ]         |
| 2006 | „Hello”                                            | Silver Rocket, gościnnie: Nosowska | Unhappy Songs                       | [ 121 ]         |
| 2006 | „Nothing Is Forever”                               | Silver Rocket, gościnnie: Ania Dąbrowska, Karolina Kozak, Nosowska i Marsija | Unhappy Songs                       | [ 121 ]         |
| 2006 | „Piosenka kobieca”                                 | Wojciech Waglewski, gościnnie: Nosowska | Jasne błękitne okna                 | [ 122 ]         |
| 2006 | „Piosenka dla Franka”                              | Pogodno i Nosowska | Pocztówka do świętego Mikołaja 2006 | [ 123 ]         |
| 2007 | „Król”                                             | Zespół Reprezentacyjny, gościnnie: Nosowska, Muniek Staszczyk, Tomasz Lipiński, Adam Nowak, Wojciech Waglewski, Grabaż i Marcin Świetlicki                                             | Kumple to grunt                     | [ 124 ]         |
| 2009 | „Mary & Jerry”                                     | Sidney Polak, gościnnie: Nosowska | Cyfrowy styl życia                  | [ 125 ]         |
| 2009 | „Wiedza”                                           | Pustki, gościnnie: Nosowska | Kalambury                           | [ 126 ]         |
| 2009 | „Notes”                                            | Pustki, gościnnie: Nosowska | Kalambury                           | [ 126 ]         |
| 2009 | „STARtEST”                                         | T-raperzy znad Wisły, gościnnie: Edyta Geppert, Stanisław Soyka, Aga Zaryan, Fisz, Nosowska, Łona, Anna Maria Jopek, Muniek Staszczyk, Dorota Miśkiewicz, Lech Janerka i Marek Kondrat | Ekshumacja 2                        | [ 127 ]         |
| 2010 | „Caesia & Ruben”                                   | Czesław Śpiewa, gościnnie: Nosowska | Pop                                 | [ 128 ]         |
| 2012 | „Przyznaj się”                                     | June, gościnnie: Nosowska | July Stars                          | [ 129 ]         |
| 2012 | „Ognia!”                                           | Nosowska i Marek Dyjak | Męskie Granie 2012                  | [ 130 ]         |
| 2014 | „Come as You Are”                                  | Tymon & The Transistors, gościnnie: Nosowska i Natalia Przybysz | Rock’n’Roll                         | [ 131 ]         |
| 2014 | „Auto Pilot”                                       | Tymon & The Transistors, gościnnie: Nosowska | Rock’n’Roll                         | [ 131 ]         |
| 2014 | „Wojna”                                            | Fisz Emade Tworzywo, gościnnie: Nosowska | Mamut                               | [ 132 ]         |
| 2015 | „Do rycerzy, do szlachty, do mieszczan”            | Stanisława Celińska, gościnnie: Nosowska | Atramentowa…                        | [ 133 ]         |
| 2015 | „Czemu wciąż jest czwartek”                        | Marcin Zabrocki, gościnnie: Nosowska | 1+1=0                               | [ 134 ]         |
| 2016 | „Bezsenni”                                         | Krzysztof Krawczyk, gościnnie: Nosowska | Duety                               | [ 135 ]         |
| 2017 | „Tramwaje i gwiazdy”                               | Miuosh, gościnnie: Nosowska | POP.                                | [ 136 ]         |
| 2017 | „Papadamy”                                         | Paulina Przybysz, gościnnie: Nosowska | Chodź tu                            | [ 137 ]         |
| 2018 | „Minus 10 w Rio”                                   | Lady Pank, gościnnie: Nosowska | LP1                                 | [ 138 ]         |
| 2018 | „King”                                             | Nosowska | T.Cover                             | [ 139 ]         |
| 2019 | „Słońca”                                           | Pat Jacob, gościnnie: Nosowska | Całkiem nowy człowiek               | [ 140 ]         |
| 2019 | „Wieje”                                            | Nosowska | Janerka na basy i głosy             | [ 141 ]         |
| 2019 | „LA”                                               | Nosowska | Janerka na basy i głosy             | [ 141 ]         |
| 2019 | „My Soul’s Among to Lions”                         | Nosowska | Ladies and Gentlemen on Acid        | [ 142 ]         |
| 2020 | „Zadymka”                                          | Voo Voo, gościnnie: Nosowska | Anawa 2020                          | [ 143 ]         |
| 2021 | „Psy miłości”                                      | Muchy, gościnnie: Nosowska i Paweł Krawczyk | Szaroróżowe                         | [ 144 ]         |
| 2022 | „Jaśniejąca”                                       | Anieli, gościnnie: Nosowska | Blask                               | [ 145 ]         |
| 2022 | „Awejniak”                                         | Dawid Podsiadło, gościnnie: Nosowska | Lata dwudzieste                     | [ 146 ]         |
| 2022 | „Wielkie oczy”                                     | Zakopower, gościnnie: Nosowska | Widzialne / Niewidzialne            | [ 147 ]         |
| 2022 | „Boso”                                             | Nosowska | Kayax XX Rework                     | [ 148 ]         |
| 2024 | „Chodziliśmy nocami”                               | Dimon, gościnnie: Nosowska | Doskonale                           | [ 149 ]         |
| 2025 | „Biegać, skakać”                                   | Emo, gościnnie: Nosowska | Kleks i wynalazek Filipa Golarza    | [ 150 ]         |
| 2025 | „Nowy Zielarz”                                     | Emo, gościnnie: Nosowska | Kleks i wynalazek Filipa Golarza    | [ 150 ]         |

### Koncertowe
| Rok  | Utwór                                                            | Wykonawca | Wydawnictwo                                     | Źr.     |
| ---- | ---------------------------------------------------------------- | --- | ----------------------------------------------- | ------- |
| 2000 | „Wielka dama tańczy sama”                                        | Nosowska | Tyle słońca…                                    | [ 151 ] |
| 2000 | „Radość najpiękniejszych lat”                                    | Anna Jantar, Natalia Kukulska, Halina Frąckowiak, Anna Maria Jopek, Kasia Kowalska, Nosowska, Andrzej Piaseczny, Maryla Rodowicz, Justyna Steczkowska i Mieczysław Szcześniak | Tyle słońca…                                    | [ 151 ] |
| 2003 | „To co czujesz, to co wiesz”                                     | Pidżama Porno, gościnnie: Nosowska | Koncertówka 2. Drugi szczyt                     | [ 152 ] |
| 2003 | „Stąpając po niepewnym gruncie”                                  | Pidżama Porno, gościnnie: Nosowska | Koncertówka 2. Drugi szczyt                     | [ 152 ] |
| 2010 | „Notes”                                                          | Pustki, gościnnie: Nosowska | Lugola/Live                                     | [ 153 ] |
| 2012 | „Era retuszera”                                                  | Nosowska | Męskie Granie 2012                              | [ 130 ] |
| 2012 | „Niewolnik”                                                      | Dezerter i Nosowska | Męskie Granie 2012                              | [ 130 ] |
| 2012 | „Caesia & Ruben”                                                 | Czesław Śpiewa i Nosowska | Męskie Granie 2012                              | [ 130 ] |
| 2012 | „Kto?”                                                           | Nosowska | Męskie Granie 2012                              | [ 130 ] |
| 2012 | „Ulala”                                                          | Nosowska | Męskie Granie 2012                              | [ 130 ] |
| 2012 | „Na całych jeziorach ty”                                         | Nosowska | Męskie Granie 2012                              | [ 130 ] |
| 2013 | „To tylko tango” / „Krakowski spleen” / „Raz dwa, raz dwa”       | Nosowska | Jak być kochaną, czyli 50 lat historii z Trójką | [ 154 ] |
| 2013 | „Keskese”                                                        | Small Synth Orchestra | Męskie Granie 2013                              | [ 155 ] |
| 2013 | „Niebo”                                                          | Small Synth Orchestra | Męskie Granie 2013                              | [ 155 ] |
| 2013 | „Jutro jest dziś”                                                | Nosowska i O.S.T.R. | Męskie Granie 2013                              | [ 155 ] |
| 2014 | „Się ściemnia”                                                   | Nosowska | Męskie Granie 2014                              | [ 156 ] |
| 2014 | „Kto?”                                                           | Nosowska i Skubas | Męskie Granie 2014                              | [ 156 ] |
| 2014 | „Trudno mi się przyznać”                                         | Ania Dąbrowska i Nosowska | Święta bez granic 2014                          | [ 157 ] |
| 2015 | „Mamona”                                                         | Nosowska | Grzegorz Ciechowski: Spotkanie z legendą        | [ 158 ] |
| 2015 | „Przebijśnieg”                                                   | Nosowska | Męskie Granie 2015                              | [ 159 ] |
| 2015 | „Ziarno”                                                         | Nosowska | Męskie Granie 2015                              | [ 159 ] |
| 2018 | „Tramwaje i gwiazdy”                                             | Miuosh, gościnnie: Nosowska | Miuosh / Smolik / NOSPR                         | [ 160 ] |
| 2018 | „Się ściemnia”                                                   | Maanam, gościnnie: Nosowska | Maanam i goście                                 | [ 161 ] |
| 2018 | „Paranoja jest goła”                                             | Maanam, gościnnie: Nosowska | Maanam i goście                                 | [ 161 ] |
| 2018 | „Kochana”                                                        | ØNA: Ørganek, Renata Przemyk i Nosowska | Męskie Granie 2018                              | [ 162 ] |
| 2018 | „Andrzej Gołota”                                                 | Męskie Granie Orkiestra 2018 (Kortez, Dawid Podsiadło i Krzysztof Zalewski), gościnnie: Nosowska                                                                              | Męskie Granie 2018                              | [ 162 ] |
| 2019 | „Boję się”                                                       | Nosowska, gościnnie: Łona | Męskie Granie 2019                              | [ 163 ] |
| 2020 | „Brawa dla Państwa”                                              | Nosowska | Męskie Granie 2019. Dogrywka                    | [ 164 ] |
| 2020 | „Nero”                                                           | Nosowska, gościnnie: Mata | Męskie Granie 2020                              | [ 165 ] |
| 2020 | „Goń”                                                            | Nosowska | Męskie Granie 2020                              | [ 165 ] |
| 2021 | „Mungi Doh” / „Nim stanie się tak, jak gdyby nigdy nic nie było” | Voo Voo, gościnnie: Mamadou Diouf, Nosowska i Katarzyna Żyżelewicz | Koncert dla Stopy 2011                          | [ 166 ] |
| 2021 | „Dosyć”                                                          | Nosowska | Męskie Granie 2021                              | [ 167 ] |
| 2023 | „Ledwie wczoraj”                                                 | Męskie Granie Przestawia: Nosowska i Błażej Król | Męskie Granie 2023                              | [ 168 ] |
| 2023 | „Miałem już nie tańczyć”                                         | Męskie Granie Przestawia: Nosowska i Błażej Król | Męskie Granie 2023                              | [ 168 ] |
| 2024 | „Muka!”                                                          | Męskie Granie Orkiestra 2024 (Daria Zawiałow, Mrozu i Kacperczyk), gościnnie: Nosowska                                                                                        | Męskie Granie 2024                              | [ 169 ] |
| 2024 | „Można”                                                          | Nosowska i Błażej Król | Męskie Granie 2024                              | [ 169 ] |

## Uwaga
1. ↑  Pierwszym wydawnictwem, na którym został wydany utwór „Piesenka”, jest kompilacja 35/50 z 2015.
2. ↑  Nagrania z 2000.
3. ↑  Nagrania z 2000.
4. ↑  Nagrania z 2011.